# طریق عشق
طریق عشق عنوان آلبومی است با خوانندگی محمدرضا شجریان، آهنگسازی پرویز مشکاتیان و اجرای گروه عارف که در سال ۱۳۶۸ اجرا و در ۵ مهر ماه ۱۳۹۵ در ایران منتشر شد. این آلبوم در آواز افشاری و نوا اجرا شده و دارای ۱۰ قطعه است.

## شرح

### هنرمندان
- محمدرضا شجریان: خواننده
- پرویز مشکاتیان: سنتور
- داریوش پیرنیاکان: تار
- جمشید عندلیبی: نی
- محمد فیروزی: عود
- اردشیر کامکار: کمانچه
- بیژن کامکار: رباب و دف
- ارژنگ کامکار: تنبک

### فهرست
- پیش درآمد افشاری (گلنوش)
- تکنوازی سنتور
- سنتور و آواز

شعر از غزلیات حافظ
- چهارمضراب (دل‌انگیزان)
- تار و آواز

شعر از غزلیات حافظ
- تصنیف دل مجنون

شعر از غزلیات مولوی
- نی و آواز

شعر از غزلیات حافظ
- کمانچه و آواز

شعر از غزلیات حافظ
- تصنیف ساقی

شعر از غزلیات حافظ
- تصنیف جان جهان

شعر از غزلیات مولوی

## آیین رونمایی
این آلبوم در پنجم مهر ماه ۱۳۹۵ در تالار وحدت رونمایی شد. در آیین رونمایی این اثر، ابتدا پرویز پرستویی سخنرانی کرد. سپس همایون شجریان به همراه بیژن و ارژنگ کامکار، سهراب پورناظری، آیین مشکاتیان، مهیار طریحی و میلاد محمدی به روی صحنه آمدند. در آغاز همایون شجریان از افراد حاضر در سالن تشکر کرد و از حال پدرش سخن گفت. در پایان هم از حضور افتخاری بیژن و ارژنگ کامکار برای اجرا با گروه قدردانی کرد. در ادامه ساز و آواز و تصنیف ساقی ساخته استاد پرویز مشکاتیان اجرا شد. در این مراسم هنرمندانی همچون داریوش پیرنیاکان، سالار عقیلی، علی جهاندار، کیوان ساکت، محمد فیروزی، حمیدرضا نوربخش، داود گنجه‌ای، لوریس چکناوریان، کیخسرو پورناظری و ... حضور داشتند.